# ثنائية المعاوقة
مقلوب المعاوقة أو ثنائية المعاوقة هو أحد المصطلحات المستخدمة في تحليل الدوائر الكهربية، حيث أن مقلوب المعاوقة {\displaystyle Z} هو {\displaystyle Z'={\frac {1}{Z}}}. ويمكن القول أن مقلوب المعاوقة {\displaystyle Z} هو المسامحة الكهربية، حيث: {\displaystyle Y'=Z}.
وهذا يتفق مع فكرة الازدواجية في الدوائر الكهربائية، حيث: {\displaystyle Z={\frac {V}{I}}} و {\displaystyle Z'={\frac {I}{V}}}

## ثنائيات عناصر الدوائر الكهربية
| العنصر | Z                                                   | ثنائي العنصر | Z'                                                    |
| ------ | --------------------------------------------------- | ------------ | ----------------------------------------------------- |
|        | {\displaystyle R\,\!}                               |              | {\displaystyle {\frac {1}{R}}}                        |
|        | {\displaystyle {\frac {1}{G}}}                      |              | {\displaystyle G\,\!}                                 |
|        | {\displaystyle i\omega L\,\!}                       |              | {\displaystyle {\frac {1}{i\omega L}}}                |
|        | {\displaystyle {\frac {1}{i\omega C}}}              |              | {\displaystyle i\omega C\,\!}                         |
|        | {\displaystyle Z_{1}+Z_{2}\,\!}                     |              | {\displaystyle {\frac {1}{Z_{1}+Z_{2}}}}              |
|        | {\displaystyle Z={\frac {Z_{1}Z_{2}}{Z_{1}+Z_{2}}}} |              | {\displaystyle {\frac {1}{Z_{1}}}+{\frac {1}{Z_{2}}}} |
|        | {\displaystyle V\,\!}                               |              | {\displaystyle I\,\!}                                 |
|        | {\displaystyle I\,\!}                               |              | {\displaystyle V\,\!}                                 |

## طريقة بيانية
هناك طريقة بيانية أسهل في الاستخدام من التعبير الرياضي:
1. توصيل مصدر الجهد الكهربي بين كل عقدتين في الدائرة، والغرض من هذه العملية هو حفظ العقد من الضياع عند تحويل الدائرة.
2. رسم نقطة داخل كل شبكة من الشبكات في الدائرة Z، هذه النقاط سوف تصبح عقد الدائرة Z'.
3. يتم رسم مصدر تيار كهربي بين كل نقطة داخل الشبكة وبين مصدر الجهد الكهربي في الدائرة Z.
4. يتم رسم ثنائية المعاوقة Z' بين العقد في الدائرة الجديدة Z'.[3]

### مثال
ثنائية المعاوقة لدائرة على شكل واي من ثلاث ملفات يعطي دائرة على شكل دلتا من ثلاث مكثفات.
|  |  |  |
|  |  |  |